# Nicolás Ardito Barletta Vallarino
Nicolás Ardito Barletta Vallarino (Aguadulce, 21 de agosto de 1938) foi presidente do Panamá de 11 de outubro de 1984 até de 28 de setembro de 1985. Ele pertencia ao Partido da Revolução Democrática (PRD).